# Olga Zubova
Olga Zubova (em russo:  Ольга Зубова; 9 de dezembro de 1993) é uma halterofilista da Rússia.
Olga Zubova participou da primeira edição do campeonato mundial para juvenis, em Chiang Mai. Ela terminou com o ouro no total combinado, 217 kg (96 no arranque e 121 no arremess), na categoria até 69 kg.
Nos Jogos Olímpicos de Verão da Juventude em Cingapura, Zubova ganhou ouro, na categoria acima de 63 kg. Durante a competição Olga Zubova levantou 112 kg no arranque, enquanto a tailandesa Pulsabsakul Chitchanok 115 kg; esta conseguiu 136 kg no arremesso e Zubova 139, tendo ambas finalizado com 251 kg no total combinado. Mas Olga Zubova era mais leve que Pulsabsakul Chitchanok e, conforme as regras do esporte, ficou com o ouro.
Ela competiu no Campeonato Mundial de 2013 para seniores, ganhou o ouro mas foi desqualificada por uso de clomifeno pela Federação Internacional de Halterofilismo e suspensa de competições por dois anos; retornou no Campeonato Mundial de 2015, tendo ficado na terceira posição, mas foi desqualificada novamente por doping e foi suspensa por oito anos das competições.

## Quadro de resultados
| Ano  | Posição | Competição                                     | Classe de peso | Marca            |
| 2009 | 1.      | Campeonato Mundial Juvenil em Chiang Mai       | –69 kg         | 217 kg (96+121)  |
| 2009 | 4.      | Campeonato Mundial Júnior em Bucareste         | –69 kg         | 218 kg (98+120)  |
| 2010 | 1.      | Jogos Olímpicos da Juventude em Cingapura      | +63 kg         | 251 kg (112+139) |
| 2010 | 10.     | Campeonato Mundial em Antália                  | –69 kg         | 223 kg (98+125)  |
| 2011 | 1.      | Campeonato Mundial Júnior                      | –75 kg         | 268 kg (118+150) |
| 2011 | 1.      | Campeonato Europeu Júnior em Bucareste         | –75 kg         | 238 kg (103+135) |
| 2012 | 1.      | Campeonato Europeu em Antália                  | –75 kg         | 265 kg (115+150) |
| 2012 | 1.      | Campeonato Mundial Júnior em Antigua Guatemala | –75 kg         | 260 kg (115+145) |
| 2012 | 1.      | IWF Grand Prix President's Cup                 | –75 kg         | 265 kg (120+145) |
| 2012 | 1.      | Campeonato Mundial Universitário em Eilat      | –75 kg         | 241 kg (106+135) |
| 2013 | 1.      | Universíada em Cazã                            | –75 kg         | 279 kg (120+159) |
| 2013 | DSQ.    | Campeonato Mundial em Wrocław                  | –75 kg         | 282 kg (125+157) |
| 2015 | DSQ.    | Campeonato Mundial em Houston                  | –75 kg         | 276 kg (120+156) |
| 2015 | DSQ.    | IWF Grand Prix President's Cup em Grózni       | –75 kg         | 268 kg (118+150) |